# NGC 1389
NGC 1389 (другие обозначения — ESO 358-38, MCG -6-9-10, FCC 193, PGC 13360) — эллиптическая галактика в созвездии Эридан.
Этот объект входит в число перечисленных в оригинальной редакции «Нового общего каталога».
Галактика входит в Скопление Печи.
Галактика NGC 1389 входит в состав группы галактик NGC 1386. Помимо NGC 1389 в группу также входят NGC 1375, NGC 1386, NGC 1396, NGC 1326B, ESO 358-59, ESO 358-60 и PGC 13449.